# La Bauche
La Bauche är en kommun i departementet Savoie i regionen Auvergne-Rhône-Alpes i sydöstra Frankrike. Kommunen ligger i kantonen Les Échelles som tillhör arrondissementet Chambéry. År 2022 hade La Bauche 541 invånare.

## Befolkningsutveckling
Antalet invånare i kommunen La Bauche
| Referens: INSEE |